# Georges Heuyer
Georges Jean Baptiste Heuyer, né le 30 janvier 1884 à Pacy-sur-Eure et mort le 23 octobre 1977 en son domicile dans le 7e arrondissement de Paris, est médecin, professeur à la faculté de médecine de Paris et membre de l'Académie nationale de Médecine. Il est le fondateur en France de la pédopsychiatrie.

## Biographie
Il est le fils du médecin militaire Louis Heuyer (1847-1930). Il soutient en 1914 une thèse de doctorat en médecine intitulée 
Enfants anormaux et délinquants juvéniles : nécessité de l'examen psychiatrique des écoliers. En 1948, il est nommé à la chaire de neuropsychiatrie infantile.
Il sera l'élève des Drs Babinski, neurologue, et Méry, pédiatre.
Sans être lui-même psychanalyste il fut le premier à avoir introduit la psychanalyse en milieu hospitalier avec Eugénie Sokolnicka (qu'il rencontre grâce à l'écrivain Paul Bourget) puis Sophie Morgenstern à qui il a confié un laboratoire de psychanalyse. Il a beaucoup écrit sur la pédopsychiatrie (dix ouvrages et plus de cent publications).

## Distinctions
- Commandeur de la Légion d'honneur
- Commandeur de l'ordre de la Santé publique (1955)[6]

## Publications
- Enfants anormaux et délinquants juvéniles. Nécessité de l'examen psychiatrique des écoliers, 1914
- Assistance aux enfants anormaux. Création d'une consultation de neuro-psychiatrie infantile, 1925
- Tétanos guéri par des injections massives de sérum anti-tétanique, Georges Heuyer et Mlle Petot, 1926
- Luxations congénitales multiples, par MM. Georges Heuyer et Gournay, 1926
- Considérations sur les convulsions essentielles de l'enfance et spasmophilie, G. Heuyer et J. Longchampt, 1928
- Conditions de santé à envisager au point de vue du mariage dans les maladies mentales et nerveuses et les intoxications, 1928
- Les Bourreaux domestiques, 1928
- Les Troubles du Sommeil chez l'enfant, 1928
- Le Surmenage dans l'enseignement primaire, 1930
- L'Hygiène mentale de l'enfant aux États-Unis, 1930
- La Sélection des anormaux psychiques à l'école aux États-Unis. Le service de Child guidance de Newark, 1931
- Les Principes de neuro-psychiatrie infantile, 1931
- Le Profil mental dans l'examen des jeunes délinquants, Le Profil mental dans l'examen des jeunes délinquants, par Georges Heuyer et Jadwiga Abramson, 1931
- La Folie au XXe siècle. Étude médico-sociale, A. Rodiet et Georges Heuyer, 1931
- Psychoses et crimes passionnels, 1932
- Le Mentisme, Alexandre Lamache et Georges Heuyer, 1933
- La Psychanalyse infantile et son rôle dans l'hygiène mentale, par Georges Heuyer et Sophie Morgenstern, 1933
- De quelques toxicomanies nouvelles, par Georges Heuyer et Louis Le Guillant, 1933
- Spasmes toniques du cou avec troubles spasmodiques de la parole entraînant l'aphonie, Claire Vogt-Popp, Jenny Roudinesco, Georges Heuyer, 1934
- Amyotrophie sclérosante généralisée progressive, par G. Heuyer et J. Feld, 1940
- Hématomyélie par éclatement de bombe, par Georges Heuyer et Dr Combes, 1941
- Narco-analyse et narco-diagnostic : histoire d'un procès, L'expansion scientifique française, 1949
- Introduction à la psychologie infantile, 1949, PUF ; 3e édition 1969.
- Esquisse d'une psychopathologie des jeunes adultes, 1956, in l'Évolution psychiatrique, 2007, n° 72,  (ISSN 0014-3855)
- Vingt leçons de psychologie médicale, 1966, PUF
- Les Troubles mentaux : étude criminologique, 1968, PUF
- Introduction à la psychiatrie infantile, 1969, PUF
- La Délinquance juvénile : étude psychiatrique, 1969, PUF
- La Schizophrénie, 1974, PUF
- Développement neuro-psychique du nourrisson : Sémiologie normale et pathologique, par Cyrille Koupernik, Robert Dailly, Georges Heuyer, M. Ribaillier, 1976.